# Catapultă

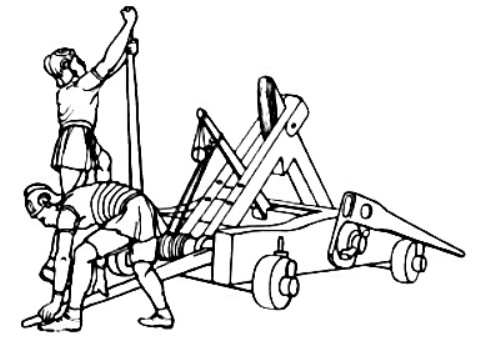
Catapultă romană

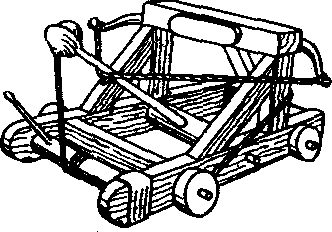
Model de catapultă bazată pe arc

Catapulta este o mașină de asediu folosită în Antichitate și Evul Mediu pentru asediul cetăților. Practic era folosită pentru proiectarea unor obiecte (bolovani, ghiulele, butoaie cu smoală etc.) înspre ziduri sau chiar mase de oameni. Existau mai multe tipuri de astfel de mașini: catapulta clasică, trebușetul, „scorpionul” etc.
Cea mai celebră dintre cele trei este fără îndoială catapulta. Aceasta a fost inventată în aprox. 400 î.Hr., de către inginerii greci din orașul Siracuza, în timpul domniei lui Dionysios I. 
Catapulta dispunea de un arc care atunci când era desprins, arunca pietre de dimensiuni mari, de multe ori, pentru a distruge zidurile cetăților.

## Catapulte moderne
În prezent, catapultele sunt utilizate pentru a lansa obuze și avioane din portavion. Sunt în curs de dezvoltare progresele pentru a crea catapulte pentru lansarea navelor spațiale de marfă de pe suprafața planetelor.

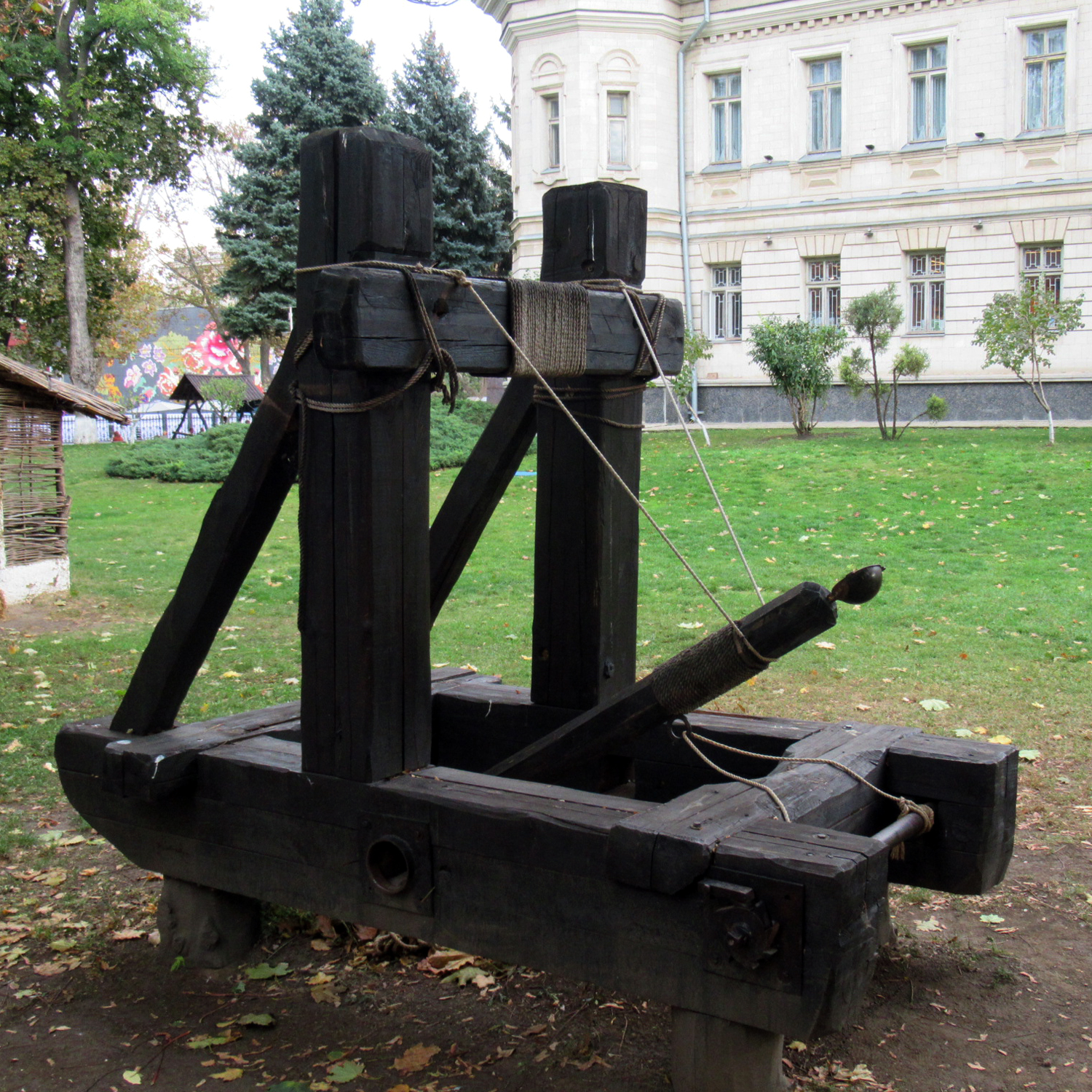
catapultă lângă Muzeul Național de Istorie a Moldovei

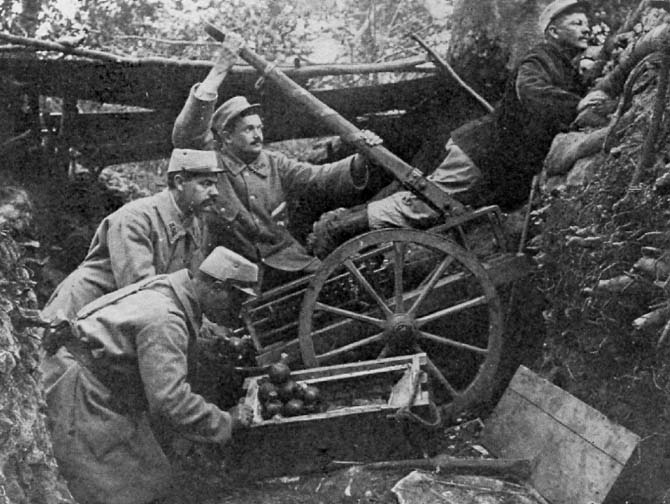
Trupele franceze folosesc o catapultă pentru a arunca grenade de mână împotriva inamicului. Primul Război Mondial

Există următoarele tipuri de catapulte moderne:
- Catapulta hidraulică - a fost folosit pentru a lansa avioane din portavion până în 1950.
- Catapulta cu abur - utilizat în prezent în artilerie și forța aeriană. Proiectilul sau planul sunt accelerate de acțiunea unui amestec de gaze de vapori comprimate.
- Catapulta electromagnetică - trece testele în Forțele Aeriene ale SUA. Este, de asemenea, posibil ca în viitor să fie folosit pentru a lansa nave spațiale de marfă de pe suprafața planetelor. Obiectul accelerează sub influența unui câmp electromagnetic.
- Railgun - un fel de catapulta electromagnetica.